# Langelot et la Clef de la guerre
Langelot et La Clef de la Guerre est le trente-sixième roman d'espionnage pour la jeunesse de la série Langelot, écrite par le Lieutenant X, pseudonyme de Vladimir Volkoff. Il est publié pour la première fois en 1982.
En Italie, Langelot a pour mission de récupérer la clef permettant l'activation du code de tir nucléaire, la « Clef de la Guerre », volée au président de la République française.

## Principaux personnages
- Sous-lieutenant Langelot : blond, 1,68 m, mince, « traits menus mais durs », yeux bleus.
- Capitaine Montferrand : chef de la section Protection du Service National d'Information Fonctionnelle, sous le nom de code « P1 ».
- Commandant Audibert : « Chargé de mission stratégique », en fait, responsable du dispositif de feu atomique, composé de la boîte noire nommée Bellone et de la clef qui active l'ordre de feu nucléaire. Ancien agent secret, amateur compulsif de poker.
- Lieutenant Constantini : du SNIF, section Renseignement, sous le numéro d'agent 114, elle enseigne l'italien aux autres agents du Service, avec un faible pour Langelot.
- Commissaire Balandini : de la police romaine.
- Lucia Cinquegrana : de la police romaine, férue de déguisements.

- Félix Sousse : marchand d'armes affilié au SPHINX ; il est impliqué dans le vol de la clef recherchée.
- Archidémon.
- Démons Noirs.

## Contexte
Le dispositif de déclenchement de la bombe atomique française se compose d'une boîte de couleur noire, nommée « Bellone » et de la clef qui permet son activation. Elle est en titane et mesure six centimètres : c'est la « Clef de la guerre ». Elle n'existe qu'en un seul exemplaire.

## Résumé
Le récit est composé d'un prologue et de 14 chapitres.
Durant un séjour officiel en Italie, le président de la République se fait voler cette précieuse clef, dans l'enceinte même de l'ambassade française, le Palais Farnèse (prologue). 
Langelot est chargé de la retrouver, au plus vite. Le code de la boîte noire est aussitôt changé, pour que la clef ne puisse activer aucun tir nucléaire. Elle devient fonctionnellement inutile. Dès l'aéroport, le commandant Audibert accueille froidement Langelot, lui expliquant comment conduire sa mission. Il lui remet un jeu de toutes les clés de l'ambassade (chapitres 1 et 2). 
Langelot débute la fouille du Palais Farnèse. Surpris par l'ambassadeur en personne, il apprend qu'une série de vols vient d'avoir lieu dans l'ambassade. Langelot suggère alors de faire passer une annonce à la radio, annonçant le vol d'une statuette ayant la forme d'une clef. Une personne appelle pour remettre la clef et toucher la récompense ; rendez-vous est donné au forum romain. L'homme vient au rendez-vous (chapitres 3 et 4).
S'ensuit une course à l'échalote. Le rendez-vous se tient, mais le voleur n'a plus la clef : elle a été saisie par le commissaire Balandini, chargé de l'enquête sur les vols à l'ambassade. Le voleur révèle qu'il n'a pas volé la clef sur le président de la République, mais dans une commode. Langelot se rend chez le commissaire de police italien : celui-ci a déjà restitué les objets volés à un secrétaire de l'ambassade, Jorge de Baudremont, chez lequel Langelot se rend immédiatement. Mais ce dernier a laissé la clef au commissaire Balandini. Prenant la clef pour un décapsuleur, le commissaire l'a donnée à son épouse. Celle-ci l'a donnée à un collectionneur de clefs, Enzo Palatini. Lequel l'a donnée à un serrurier, Anselmo. Arrivé sur place, des terroristes des Démons Noirs viennent de faire exploser sa serrurerie et de voler toutes les clefs : Anselmo possédait tous les doubles de clefs du ministère de l'intérieur (chapitres 5 à 8).
On apprend alors que le commandant Audibert a disparu. La Clef serait entre les mains de Carlo Scuccini, un membre des Démons Noirs, une faction terroriste dirigée par « l'Archidémon ». Langelot se met à sa recherche et surprend Carlo Scuccini dans son appartement. L'homme explique que les clefs volées sont cachées à la basilique Santa Maria Maggiore. Mais la fouille de l'église se révèle infructueuse : c'est l'échec de la mission. Langelot comprend que la clef est restée active : enclenchée dans la boîte noire, elle peut parfaitement transmettre les ordres de tirs nucléaires (chapitres 9 et 10).
Langelot se rend compte que les différentes femmes croisées durant la journée n'étaient sans doute qu'une seule et même personne, déguisée habilement et toujours parfumée au jasmin : Lucia Cinquegrana, de la police romaine. Il la retrouve dans les catacombes, prisonnière des Démons Noirs, ses ennemis jurés, il la délivre, emprisonne les Démons Noirs et retrouve la piste de la clef convoitée. Jetée sur le parvis de l'église Santa Maria Maggiore, elle sert de poupée à une fillette. Lucia échange la clef contre une poupée et, se déguisant de nouveau, glisse entre les doigts de Langelot, s'enfuyant avec la Ferrari prêtée par le secrétaire de l'ambassade. Avec la clef. Langelot s'est caché dans le coffre de la Ferrari. Lucia se rend à l'ambassade française, se précipite sur la boîte noire, insère la clef (chapitres 11 à 13). 
D'un coup de feu, Langelot fait sauter la clef des mains de Lucia Cinquegrana. L'ordre de tir nucléaire ne sera pas déclenché. La Clef était convoitée par le commandant Audibert, militaire pourtant chargé de la protection du dispositif nucléaire. Après avoir administé un somnifère au président de la République, il avait dérobé la Clef de la guerre, avant de se la faire lui-même voler par un banal cambrioleur. Aux ordres de Félix Sousse, affilié du SPHINX, le commandant Audibert avait vendu le lancement du feu nucléaire français, contre vingt millions de francs. Joueur de poker, l'homme avait des dettes de jeu importantes. Vendeur d'armes, Félix Sousse escomptait sans doute tirer de beaux profits d'une nouvelle guerre déclenchée par la France. Langelot remet le dispositif de feu nucléaire en ordre, puis invite Lucia Cinquegrana à dîner dans une pizzéria sur la piazza Navona (chapitre 14).

## Autour du roman
- Lors des déplacements du Président de la République française, le code nucléaire est abrité dans un médaillon en or.
- Lors de son investiture, le 21 mai 1981 le président de la République François Mitterrand a oublié les codes nucléaires dans la poche de son costume avant de l'envoyer au nettoyage[1],[2].
- Langelot révèle à Josiane, la secrétaire du commandant Audidbert, que « Langelot » est son nom de famille, qu'il a un prénom, « mais que personne ne l'utilise » (pages 47 et 48, édition Hachette).
- Bellone est le nom d'une déesse de la guerre, sans doute issue d'Egypte. Il existe à Rome les ruines d'un temple dédié à son culte.
- Le commandant Audibert mentionne des journaux fictifs : Seconde et Le Dindon déchaîné (titre également mentionné dans Le Montage), qui font penser assez naturellement à Minute et au Canard enchaîné (page 23 de l'édition Hachette).
- L'ambassadeur de France menace Langelot avec une canne-épée ; Vladimir Volkoff était un fervent amateur d'escrime[3].
- Depuis 1980 l'auteur connaît le succès et la popularité avec son roman Le Retournement, paru en 1979. En 1982, année de cet épisode de Langelot, son roman Le Montage rencontre de nouveau un fort succès.